# Dienstgrade der serbischen Streitkräfte
Die neuen Dienstgrade der Serbischen Streitkräfte wurden am 15. Februar 2007 in der Kommandozentrale in Belgrad vorgestellt. Dieser Tag gilt seitdem als der Tag der Serbischen Armee und ist auch gleichzeitig der Nationalfeiertag Serbiens (Erster Serbischer Aufstand).

## Dienstgrade

### Landstreitkräfte

#### Generale
| Rang                                 | General         | Generalleutnant                         | Generalmajor                | Brigadegeneral                    |  |
| ------------------------------------ | --------------- | --------------------------------------- | --------------------------- | --------------------------------- |  |
|                                      |                 |                                         |                             |                                   |  |
| Auf Serbisch-Kyrillisch Auf Serbisch | Генерал General | Генерал-Потпуковник General-Potpukovnik | Генерал-Мајор General-Major | Бригадни Генерал Brigadni General |  |

#### Offiziere
| Rang                                 | Oberst            | Oberstleutnant          | Major       | Hauptmann (1. Klasse)                 | Hauptmann       | Leutnant          | Unterleutnant           |
| ------------------------------------ | ----------------- | ----------------------- | ----------- | ------------------------------------- | --------------- | ----------------- | ----------------------- |
|                                      |                   |                         |             |                                       |                 |                   |                         |
| Auf Serbisch-Kyrillisch Auf Serbisch | Пуковник Pukovnik | Потпуковник Potpukovnik | Мајор Major | Капетан прве класе Kapetan prve klase | Капетан Kapetan | Поручник Poručnik | Потпоручник Potporučnik |

#### Unteroffiziere
| Rang                                 | Warrant Officer (1. Klasse)         | Warrant Officer     | Senior Sergeant (1. Klasse)                   | Senior Sergeant               | Sergeant (1. Klasse)                | Sergeant      |  |
| ------------------------------------ | ----------------------------------- | ------------------- | --------------------------------------------- | ----------------------------- | ----------------------------------- | ------------- |  |
|                                      |                                     |                     |                                               |                               |                                     |               |  |
| Auf Serbisch-Kyrillisch Auf Serbisch | Заставник I класе Zastavnik I klase | Заставник Zastavnik | Старији Водник I класе Stariji Vodnik I klase | Старији Водник Stariji Vodnik | Водник прве класе Vodnik prve klase | Водник Vodnik |  |

#### Mannschaften
| Rang                                 | Junior Sergeant           | Korporal        | Soldat (1. Klasse)  |  |
| ------------------------------------ | ------------------------- | --------------- | ------------------- |  |
|                                      |                           |                 |                     |  |
| Auf Serbisch-Kyrillisch Auf Serbisch | Млађи водник Mlađi vodnik | Десетар Desetar | Разводник Razvodnik |  |

### Luftwaffe und Luftverteidigung

#### Generale
| Rang                                 | General         | Generalleutnant                         | Generalmajor                | Brigadegeneral                    |  |
| ------------------------------------ | --------------- | --------------------------------------- | --------------------------- | --------------------------------- |  |
|                                      |                 |                                         |                             |                                   |  |
| Auf Serbisch-Kyrillisch Auf Serbisch | Генерал General | Генерал-Потпуковник General-Potpukovnik | Генерал-Мајор General-Major | Бригадни Генерал Brigadni General |  |

#### Offiziere
| Rang                                 | Oberst            | Oberstleutnant          | Major       | Hauptmann (1. Klasse)                 | Hauptmann       | Leutnant          | Unterleutnant           |
| ------------------------------------ | ----------------- | ----------------------- | ----------- | ------------------------------------- | --------------- | ----------------- | ----------------------- |
|                                      |                   |                         |             |                                       |                 |                   |                         |
| Auf Serbisch-Kyrillisch Auf Serbisch | Пуковник Pukovnik | Потпуковник Potpukovnik | Мајор Major | Капетан прве класе Kapetan prve klase | Капетан Kapetan | Поручник Poručnik | Потпоручник Potporučnik |

#### Unteroffiziere
| Rang                                 | Warrant Officer (1. Klasse)         | Warrant Officer     | Senior Sergeant (1. Klasse)                   | Senior Sergeant               | Sergeant (1. Klasse)                | Sergeant      |  |
| ------------------------------------ | ----------------------------------- | ------------------- | --------------------------------------------- | ----------------------------- | ----------------------------------- | ------------- |  |
|                                      |                                     |                     |                                               |                               |                                     |               |  |
| Auf Serbisch-Kyrillisch Auf Serbisch | Заставник I класе Zastavnik I klase | Заставник Zastavnik | Старији Водник I класе Stariji Vodnik I klase | Старији Водник Stariji Vodnik | Водник прве класе Vodnik prve klase | Водник Vodnik |  |

#### Mannschaften
| Rang                                 | Junior Sergeant           | Korporal        | Soldat (1. Klasse)  |  |
| ------------------------------------ | ------------------------- | --------------- | ------------------- |  |
|                                      |                           |                 |                     |  |
| Auf Serbisch-Kyrillisch Auf Serbisch | Млађи водник Mlađi vodnik | Десетар Desetar | Разводник Razvodnik |  |

### Fluss-Flottille

#### Admirale
| Rang                                 | Admiral         | Vice Admiral              | Konteradmiral                 | Kommodore         |  |
| ------------------------------------ | --------------- | ------------------------- | ----------------------------- | ----------------- |  |
|                                      |                 |                           |                               |                   |  |
| Auf Serbisch-Kyrillisch Auf Serbisch | Адмирал Admiral | Вице Адмирал Vice Admiral | Контра Адмирал Kontra Admiral | Комодрор Komodror |  |

#### Offiziere
| Rang                                 | Linienschiffskapitän                      | Fregattenkapitän                | Korvettenkapitän                | Linienschiffsleutnant                       | Fregattenleutnant                 | Korvettenleutnant                 | Unterleutnant           |  |
| ------------------------------------ | ----------------------------------------- | ------------------------------- | ------------------------------- | ------------------------------------------- | --------------------------------- | --------------------------------- | ----------------------- |  |
|                                      |                                           |                                 |                                 |                                             |                                   |                                   |                         |  |
| Auf Serbisch-Kyrillisch Auf Serbisch | Капетан Бојног Брода Kapetan Bojnog Broda | Капетан Фрегате Kapetan Fregate | Капетан Корвете Kapetan Korvete | Поручник Бојног Брода Poručnik Bojnog Broda | Поручник Фрегате Poručnik Fregate | Поручник Корвете Poručnik Korvete | Потпоручник Potporučnik |  |

#### Unteroffiziere
| Rang                                 | Warrant Officer (1. Klasse)         | Warrant Officer     | Senior Sergeant (1. Klasse)                   | Senior Sergeant               | Sergeant (1. Klasse)                | Sergeant      |  |
| ------------------------------------ | ----------------------------------- | ------------------- | --------------------------------------------- | ----------------------------- | ----------------------------------- | ------------- |  |
|                                      |                                     |                     |                                               |                               |                                     |               |  |
| Auf Serbisch-Kyrillisch Auf Serbisch | Заставник I класе Zastavnik I klase | Заставник Zastavnik | Старији Водник I класе Stariji Vodnik I klase | Старији Водник Stariji Vodnik | Водник прве класе Vodnik prve klase | Водник Vodnik |  |

#### Mannschaften
| Rang                                 | Junior Sergeant           | Korporal        | Soldat (1. Klasse)  |  |
| ------------------------------------ | ------------------------- | --------------- | ------------------- |  |
|                                      |                           |                 |                     |  |
| Auf Serbisch-Kyrillisch Auf Serbisch | Млађи водник Mlađi vodnik | Десетар Desetar | Разводник Razvodnik |  |

## Symbole der Einheiten und Institutionen

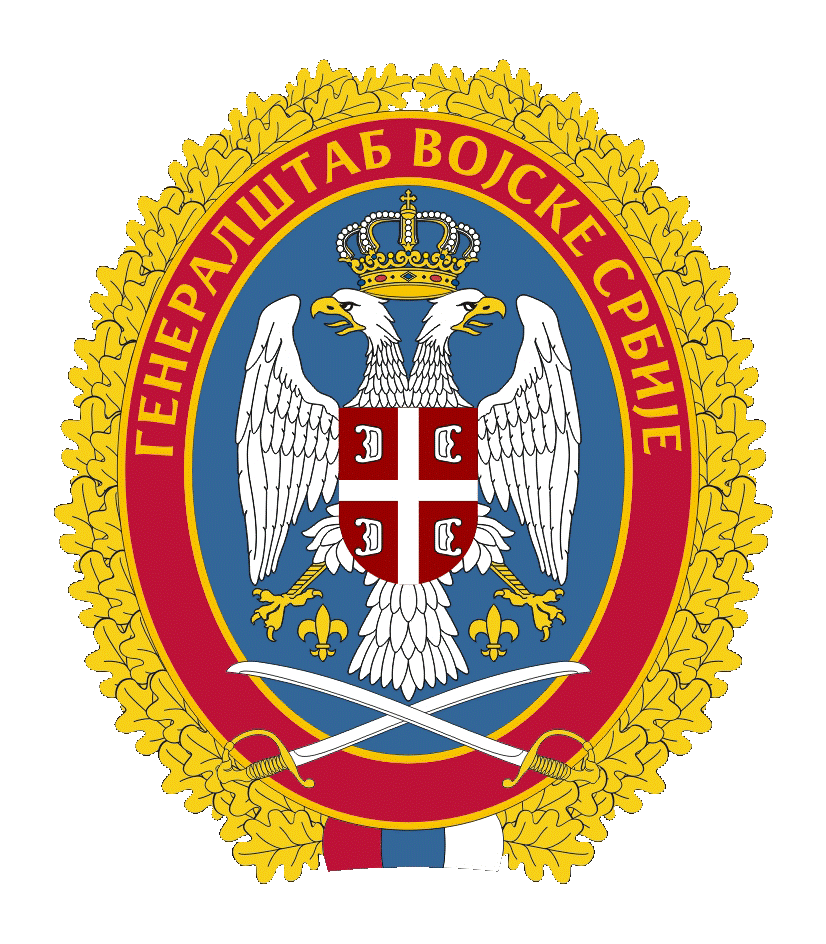
Generalstab
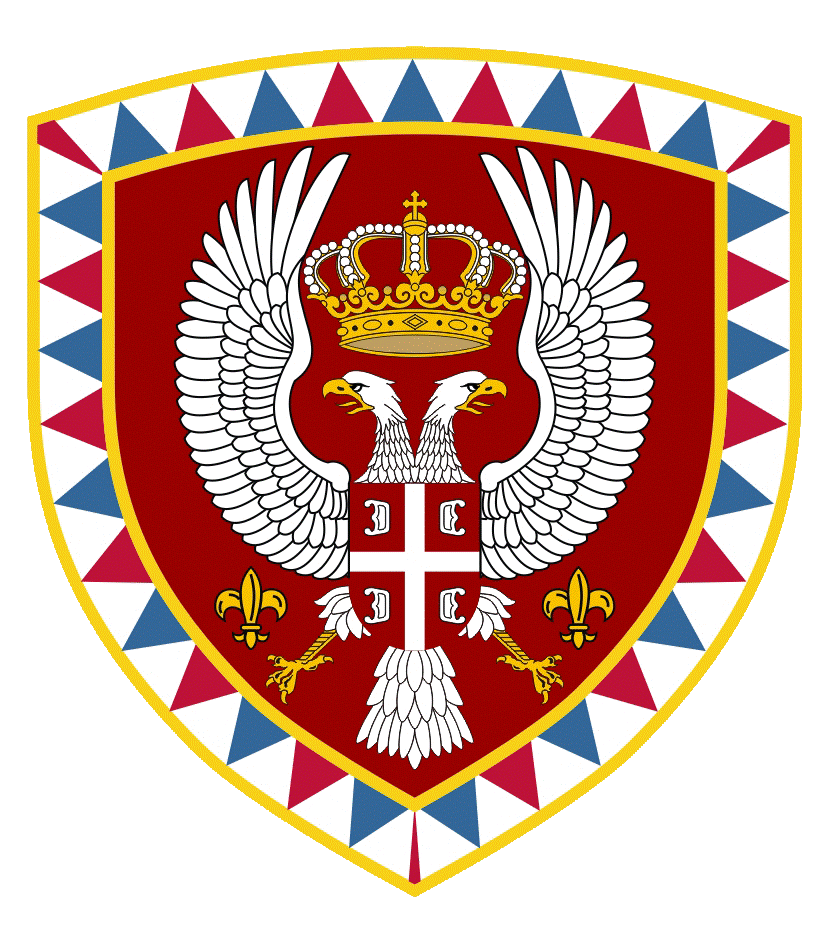
Nationalgarde
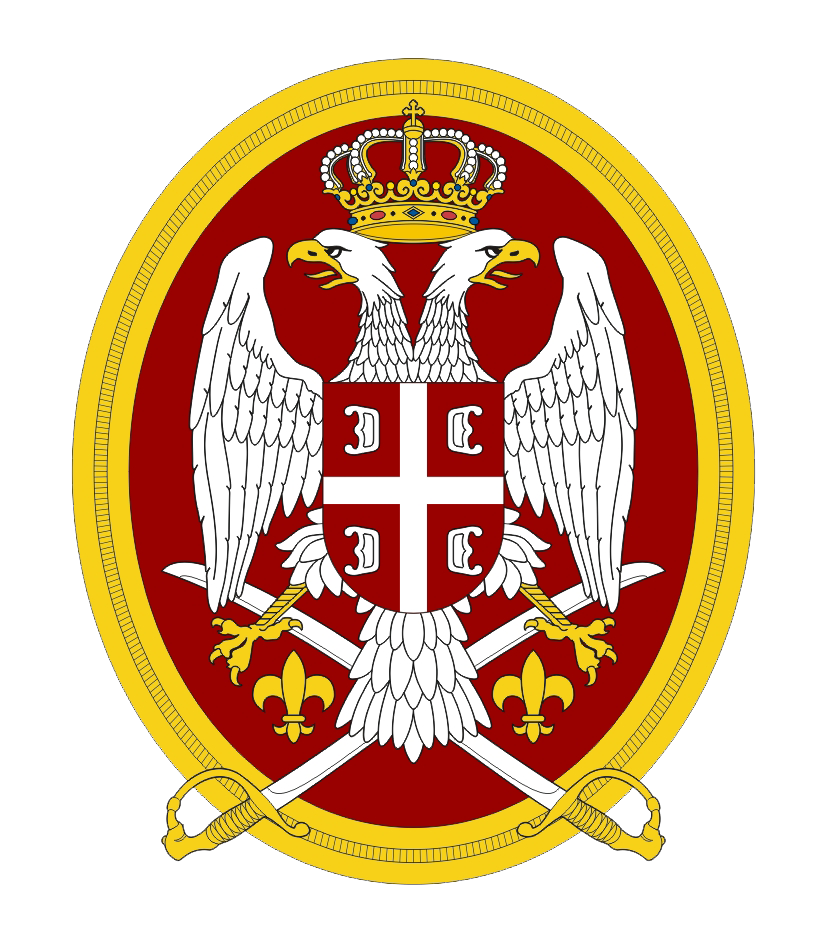
Landstreitkräfte Serbiens
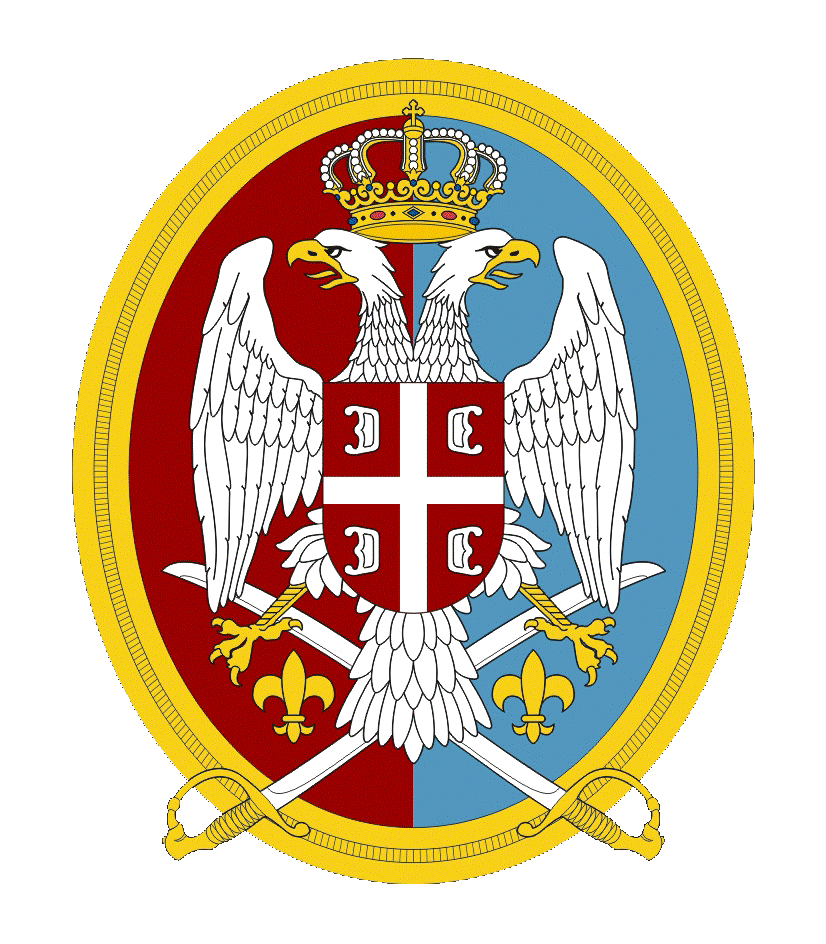
Ausbildungskommando
Luftstreitkräfte Serbiens
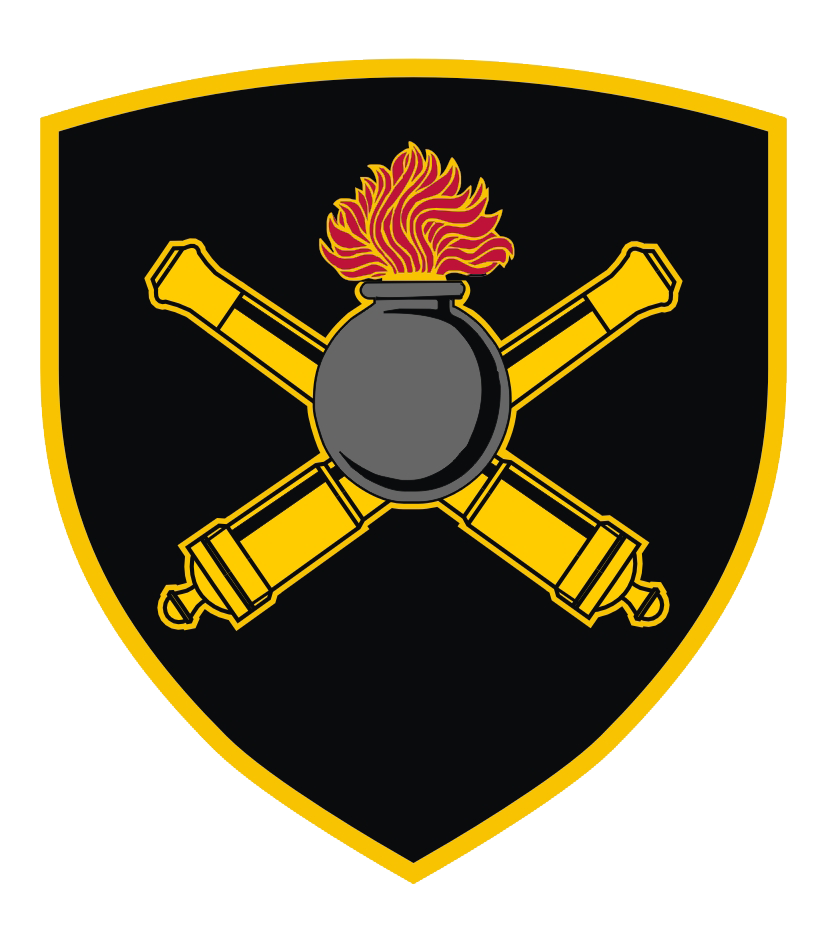
Gemischte Artillerie-Brigade (Aleksinac)
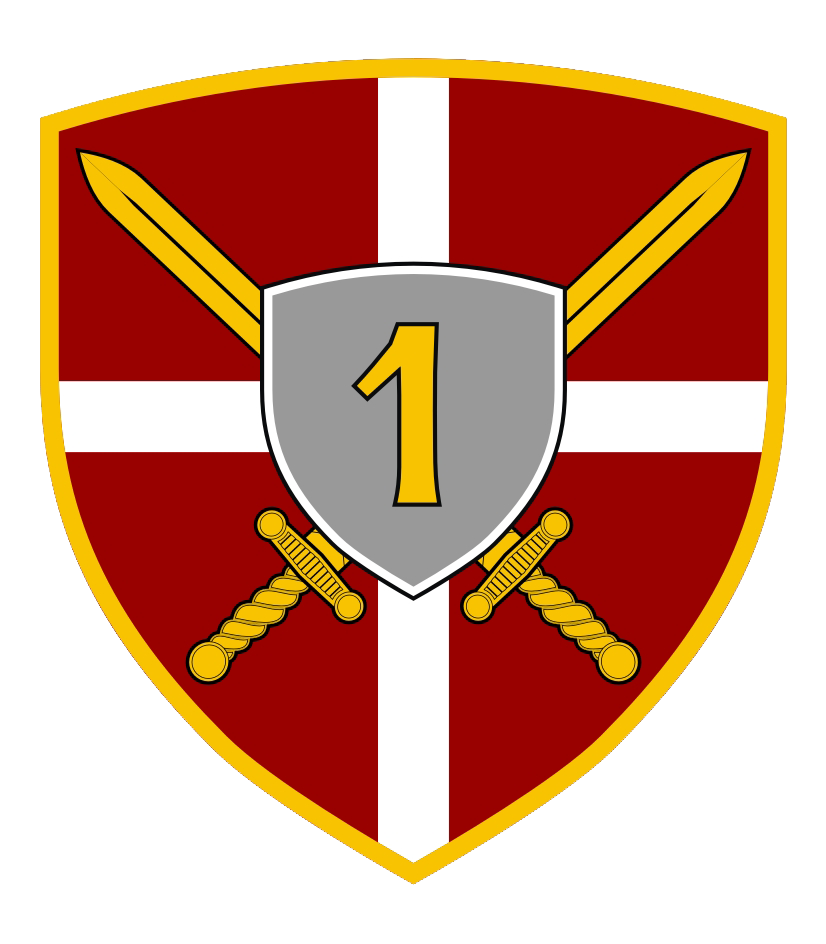
1. Brigade (Novi Sad, Bačka Topola, Sremska Mitrovica und Šabac)
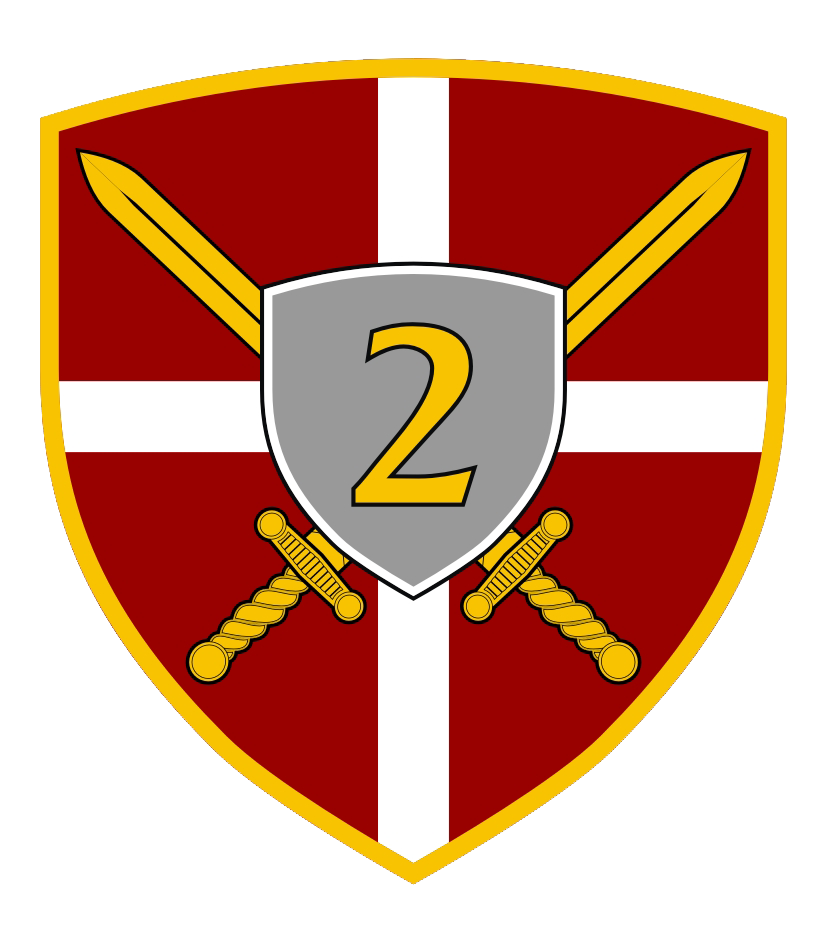
2. Brigade (Novi Pazar, Raška, Valjevo und Kraljevo)
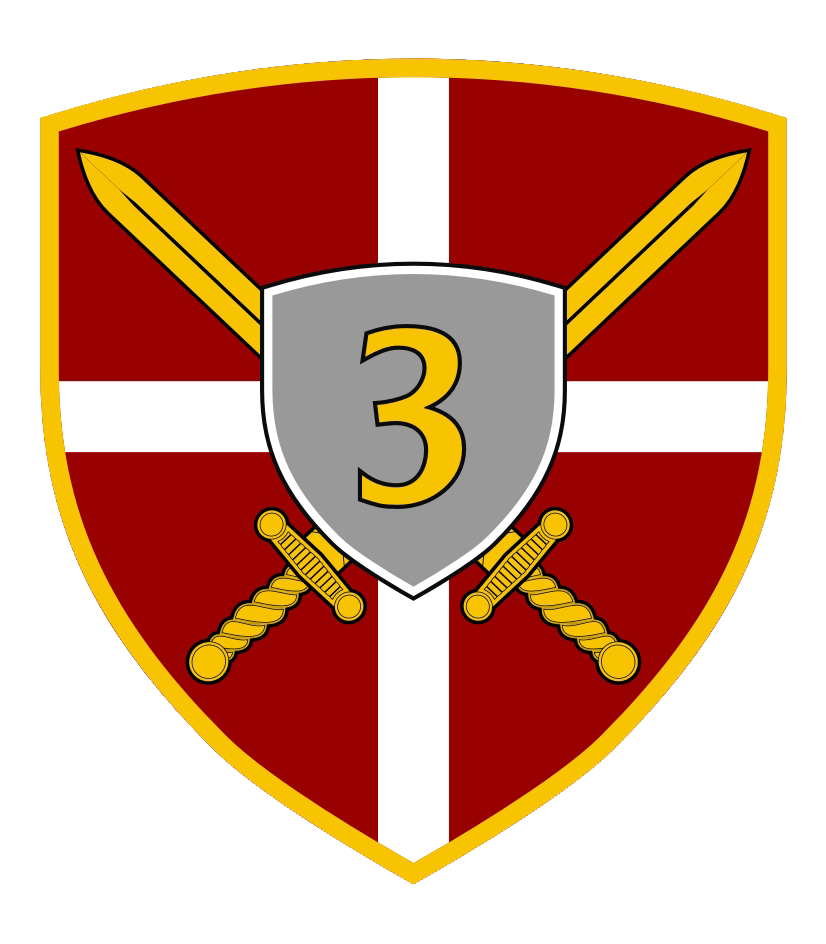
3. Brigade (Prokuplje, Zaječar, Kuršumlija und Niš)
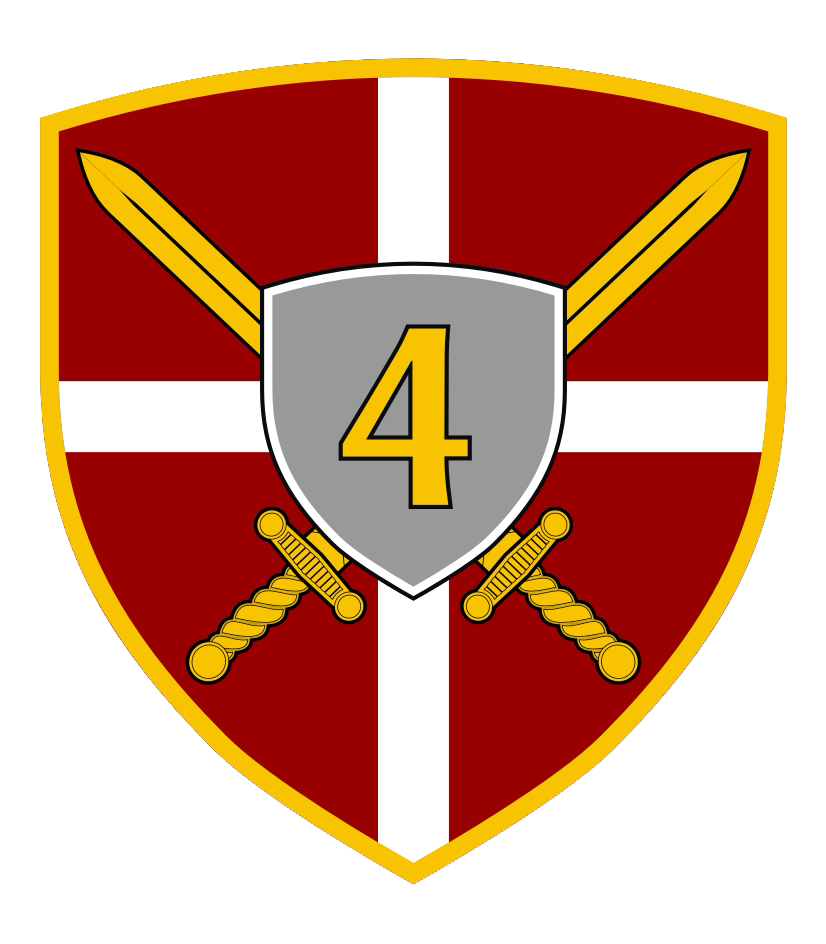
4. Brigade (Leskovac, Bujanovac und Vranje)
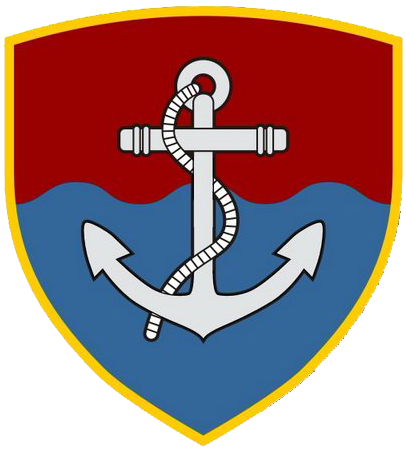
Fluss-Flottille (Novi Sad)
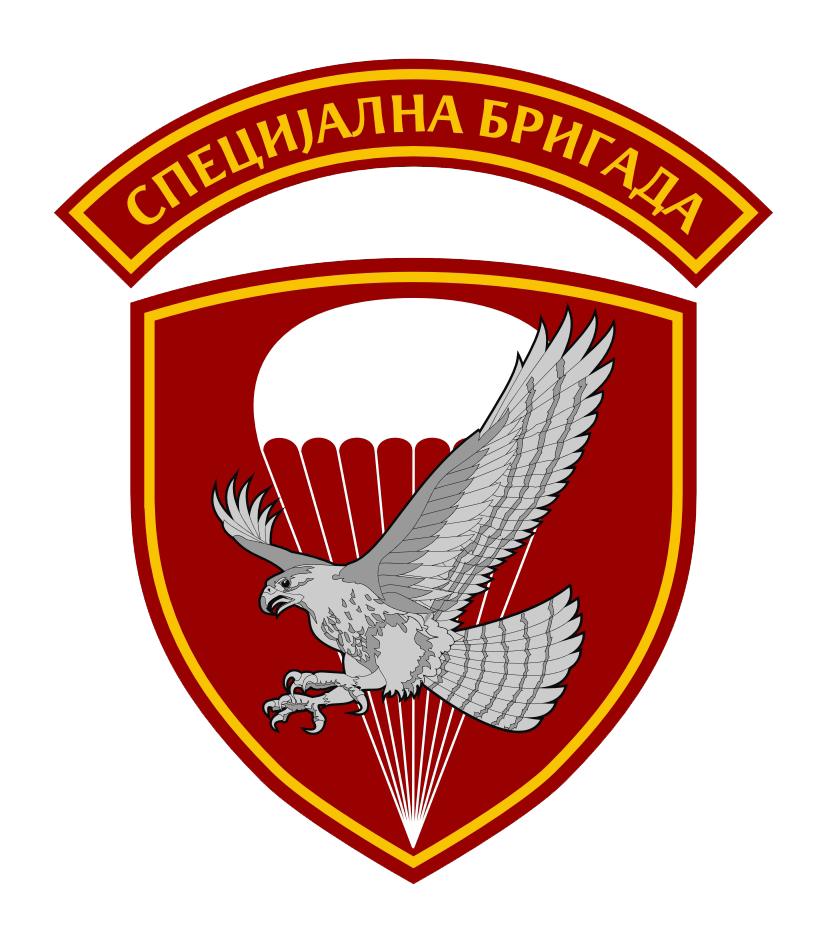
Spezial-Brigade (Pančevo)
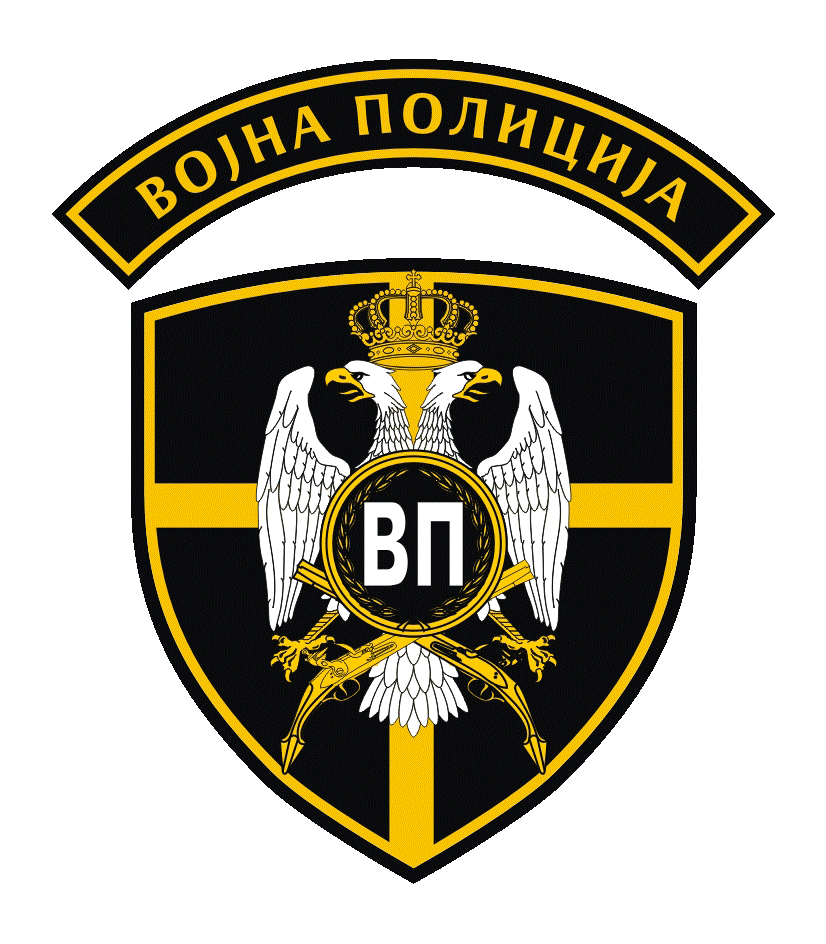
Emblem der Militärpolizei
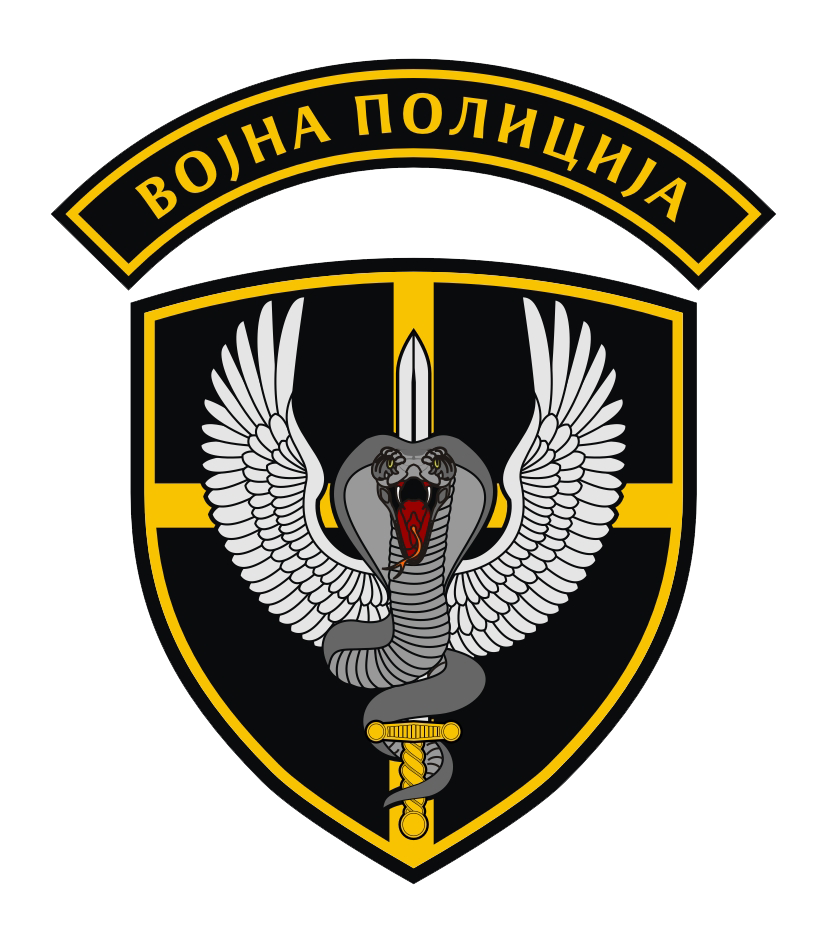
Emblem der Militärpolizei mit Kobra
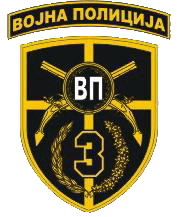
3. Militärpolizei-Bataillon
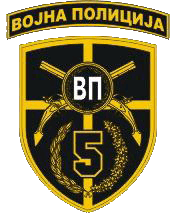
5. Militärpolizei-Bataillon
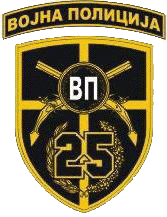
25. Militärpolizei-Bataillon
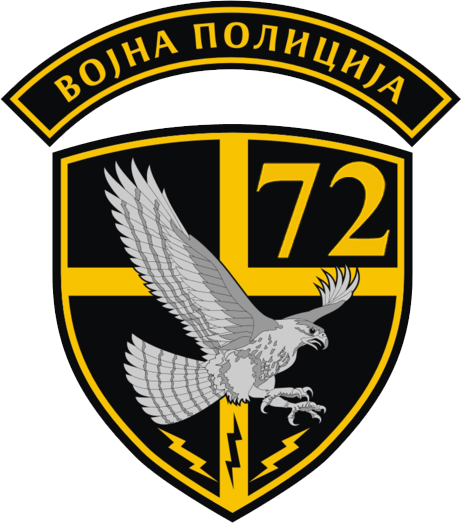
Antiterroristisches Bataillon

## Abzeichen

Standard
Bei Tarn-Uniformen